# Blanche Monnier
Blanche Monnier, franskt uttal: [blɑ̃ʃ mɔnje], ofta känd i Frankrike som la Séquestrée de Poitiers (ungefär "Den instängda kvinnan i Poitiers"), född 1 mars 1849 i Poitiers, död 13 oktober 1913 i Blois, var en kvinna från som i hemlighet hölls inlåst i ett litet rum av sin aristokratiska mor och bror i 26 år. Hon hittades så småningom av polisen, då medelålders, utmärglad och smutsig. Enligt polisen hade Monnier inte sett något solljus under hela sin fångenskap. 

## Bakgrund
Monnier var en fransk socialit från en väl respekterad, konservativ borgerlighetsfamilj i Poitiers av gammalt adligt ursprung. Hon var känd för sin skönhet och lockade många potentiella friare för äktenskap. År 1874, vid 25 års ålder, önskade hon att gifta sig med en äldre advokat som inte var i hennes mor Louises smak; hon hävdade att hennes dotter inte kunde gifta sig med en "fattig advokat". Hon trotsade sin mor, som låste in henne i ett litet, mörkt rum på vinden i deras hem, där hon höll henne avskild i 25 år. Louise Monnier och Blanches bror Marcel fortsatte med sina dagliga liv och låtsades sörja Blanches försvinnande. Ingen av hennes vänner visste var hon var och advokaten som hon ville gifta sig med dog oväntat 1885. Den 23 maj 1901 mottog "Paris Attorney General" ett anonymt brev, vars författare fortfarande är okänd, som avslöjade fängslandet.
Polisen hittade Monnier, täckt av gammal mat och avföring, med insekter runt sängen och golvet. Hon vägde knappt 25 kilo.
Efter fångenskapen hade Monnier psykiska problem, och diagnostiserades med olika störningar, inklusive anorexia nervosa, schizofreni, exhibitionism och koprofili. Detta ledde snart till att hon blev intagen på ett psykiatriskt sjukhus i Blois, där hon avled 1913.